# Patheon
Patheon est une entreprise américaine de sous-traitance pharmaceutique, appelé également façonnier.

## Histoire
En début d'année 2014, Patheon et une partie des activités DSM liées aux façonnage fusionnent, dans une transaction d'une valeur de 2,6 milliards de dollars. Cette nouvelle entité est contrôlée à 51 % par les actionnaires du premier et à 49 % du second, avec environ 8 000 salariés et un chiffre d'affaires d'environ 2 milliards de dollars.
En septembre 2014, Patheon acquiert Gallus BioPharmaceuticals.
En mai 2017, Thermo Fisher Scientific annonce l'acquisition de Patheon pour 5,2 milliards de dollars.